# Zelenîi Klîn, Peatîhatkî
Zelenîi Klîn (în ucraineană Зелений Клин) este un sat în comuna Troiițke din raionul Peatîhatkî, regiunea Dnipropetrovsk, Ucraina.